# Andon
Az andon egy termelési szakszó, és egy olyan rendszerre utal, ami értesíti a menedzsmentet, a karbantartókat vagy más dolgozókat, amikor felmerül egy minőségi vagy folyamatbeli probléma. A központi eleme lehet egy tábla, ami jelzőfényekkel mutatja, melyik munkaállomásnál van a probléma. A figyelmeztetést működésbe hozhatja manuálisan egy munkás egy vezeték meghúzásával vagy egy gomb megnyomásával, vagy automatikusan a gyártóeszköz is bekapcsolhatja. A rendszer tartalmazhat eszközöket a gyártás megállítására, így a helyzet könnyen megoldható. A modern jelzőrendszerek hangjelzéseket, szöveget és egyéb kivetítést is tartalmaznak. A hangriasztások lehetnek például előre felvett hangok, zene vagy hangüzenet.
Az andon rendszer a jidoka egyik fő eleme, melyet a Toyota fejlesztett ki a Toyota Production System (TPS) részeként, így ma már a lean módszertan része. Eszközt és felhatalmazást ad a munkásnak, hogy megállítsa a termelést és segítséget hívjon, ha hibát talál. Az andon manuális bekapcsolásának általános oka az alkatrészhiány, hiba felfedezése vagy elkövetése, eszközhiba vagy biztonsági probléma felmerülése. A munka addig áll, ameddig megoldást nem találnak. A riasztásokat hozzá tudják kapcsolni egy adatbázishoz, így tanulmányozhatók a folyamatos fejlesztési program részeként.
A rendszer általában megmutatja, hol keletkezett a riasztás, és leírást is nyújthat a problémáról.

## Fordítás
- Ez a szócikk részben vagy egészben  az   Andon (manufacturing) című angol Wikipédia-szócikk ezen változatának fordításán alapul.  Az eredeti cikk szerkesztőit annak laptörténete sorolja fel. Ez a jelzés csupán a megfogalmazás eredetét és a szerzői jogokat jelzi, nem szolgál a cikkben szereplő információk forrásmegjelöléseként.